# Sadegh Moharrami
Sadegh Moharrami (en persan : صادق محرمی), né le 1er mars 1996 à Hashtpar en Iran, est un footballeur international iranien. Il joue au poste d'arrière droit au Tractor SC.

## Biographie

### Carrière en club
Natif d'Hashtpar en Iran, Sadegh Moharrami est formé par le Malavan FC, où il débute en professionnel, jouant son premier match le 11 avril 2014 face au Fajr-Sepasi Chiraz, en championnat. Il entre en jeu et son équipe s'incline ce jour-là (2-1).
En 2016 il rejoint l'un des clubs les plus importants du pays, le Persépolis Téhéran.
Le 27 juin 2018, il s'engage avec le club croate du Dinamo Zagreb pour un contrat de cinq ans. Il joue son premier match sous ses nouvelles couleurs le 27 juillet 2018, lors d'une rencontre de championnat face au NK Rudeš (1-1).
Moharrami joue son premier match en Ligue des champions le 26 août 2020, lors d'une rencontre qualificative face au CFR Cluj. Il entre en jeu à la place de Mislav Oršić lors de ce match où son équipe s'impose après être sortie vainqueur d'une séance de tirs au but.

### Carrière internationale
Avec les moins de 17 ans, il participe à la Coupe du monde des moins de 17 ans en 2013. Lors du mondial junior organisé aux Émirats arabes unis, il joue quatre matchs. L'Iran s'incline en huitièmes de finale face au Nigeria.
Sadegh Moharrami honore sa première sélection avec l'équipe nationale d'Iran le 11 septembre 2018, face à l'Ouzbékistan. Il entre en jeu en cours de partie et son équipe s'impose sur le score de un but à zéro.
Le 13 novembre 2022, il est sélectionné par Carlos Queiroz pour participer à la Coupe du monde 2022.
Moharrami inscrit son premier but en sélection le 12 septembre 2023, lors d'un match amical contre l'Angola. Titulaire, il participe à la victoire de son équipe par quatre buts à zéro.

## Palmarès

### En club
| Persépolis Téhéran - Championnat d'Iran (2) : - Champion : 2016-17 et 2017-18. |  | Dinamo Zagreb - Championnat de Croatie (4) : - Champion : 2019, 2020, 2021 et 2022. |